# Die Braut von Messina
Die Braut von Messina oder die feindlichen Brüder ist ein Drama von Friedrich von Schiller, dem der Autor die Gattungskennzeichnung „Ein Trauerspiel mit Chören“ gegeben hat. Die Uraufführung fand am 19. März 1803 in Weimar statt; Schillers neunjähriger Sohn Karl spielte dabei die Rolle eines Pagen. Nach den negativen Reaktionen auf die Erstaufführung wurde es gegenüber den anderen Schiller-Dramen lange für minderwertig befunden und in den Hintergrund gestellt. Auch heute noch ist es eines der weniger bekannten Dramen Schillers.

## Rückgriff auf die Antike
Schiller versuchte in der Braut von Messina das antike mit dem modernen Theater zu verbinden. Der Stoff des Stückes steht ganz in der Tradition der großen griechischen Tragödie eines Euripides oder Sophokles. Wie seine antiken Vorbilder endet das Drama mit dem Untergang des ganzen Geschlechts.
Die Verwendung der Chöre soll das antike Element noch unterstreichen. Als Handlungsort wählte Schiller Sizilien, einen Ort, an dem sich Antike und neue Zeit, Christentum und Heidentum treffen.

## Der Chor

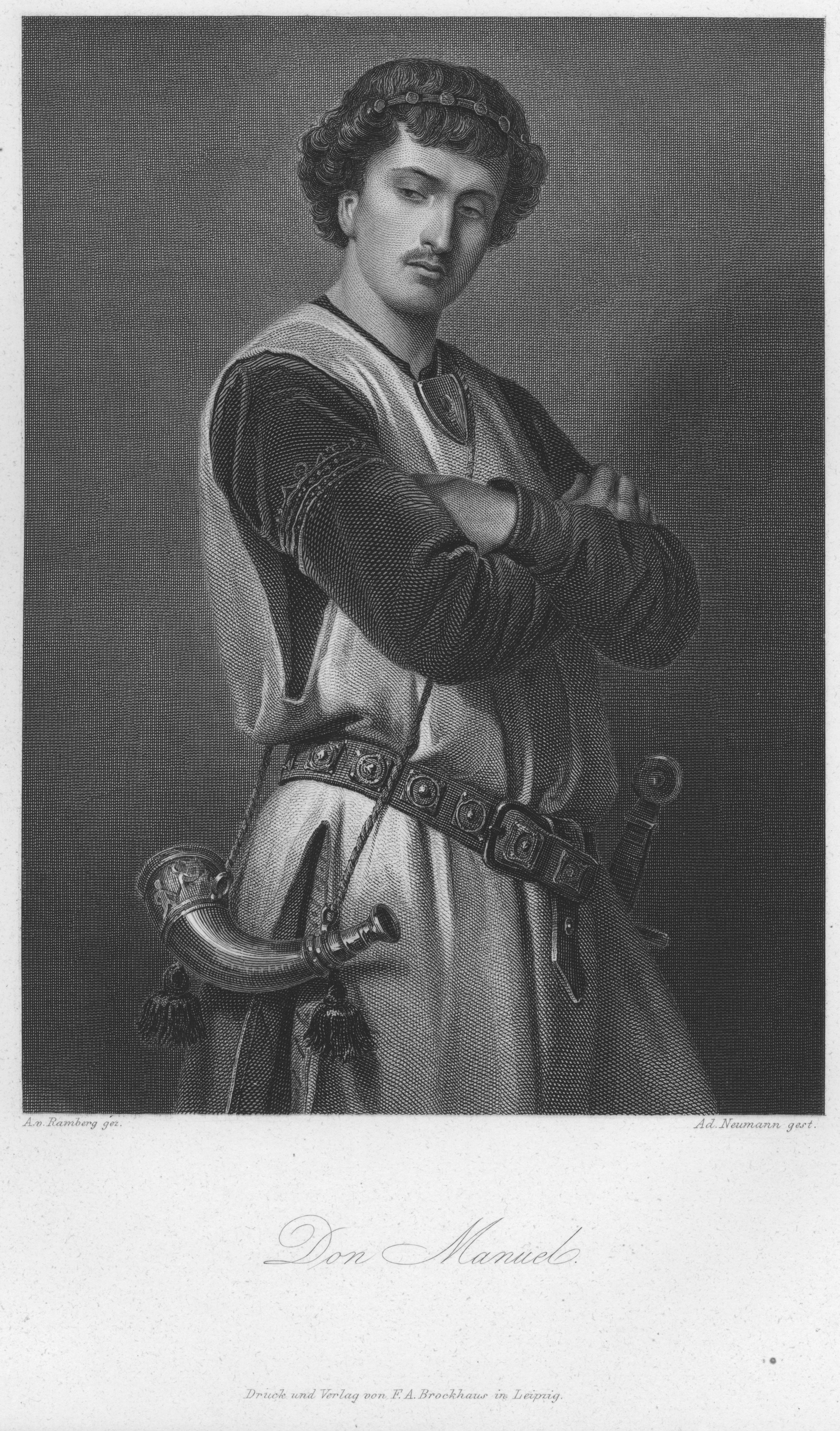
Don Manuel aus der Schiller-Galerie
Stich von Neumann nach Ramberg, um 1865

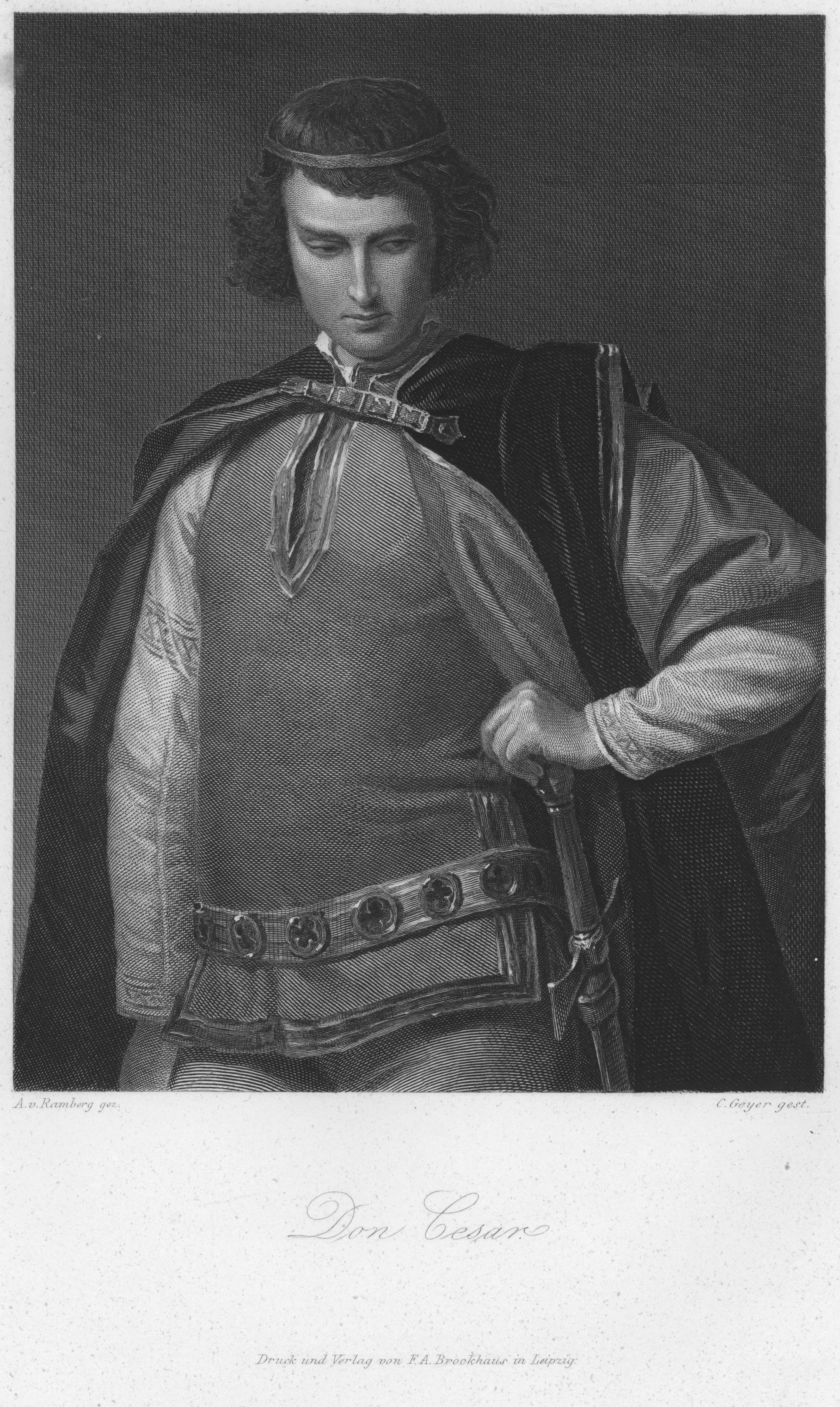
Don Cesar aus der Schiller-Galerie,
Stahlstich von Geyer nach Ramberg, um 1865

Seinem Drama stellt Schiller ein Vorwort Über den Gebrauch des Chors in der Tragödie voran, in welchem er dessen Einführung begründet und rechtfertigt. Der Chor sollte Leben in die Sprache und Ruhe in die Handlung bringen und als Bindeglied zwischen dem Sinnlichen und dem Idealen dienen, wodurch echte Poesie erzeugt werden sollte. Tatsächlich war die Steifheit des Chors eines der Kriterien, die zu der negativen Bewertung des Schauspiels führten. Clemens Brentano hatte sich 1803 in einem Brief an Achim von Arnim, wie im Nachwort zur Braut von Messina der unten angegebenen Ausgabe nachzulesen ist, folgendermaßen geäußert: „Der äußerst steife Chor macht eine Wirkung wie in katholischen Kirchen die Repetition des halben Vaterunsers von der Gemeinde.“ (Vgl. Schiller: Braut, S. 155). Der Hinweis auf die Rezeptionsgeschichte zeigt die Schwierigkeiten, die das Stück bereitet. Denn 1814 hatte Brentano seine Ansicht vollkommen geändert: „Das Ganze ist beinah architektonisch und steinern; aber es sind tönende Steinbilder, Memnonsäulen der alten Welt, welche klingen, da (…) die wunderbare Aurora der modernen (…) Kunst (…) sie zauberisch belebt“ (Brentano, zit. nach Oellers, S. 282).
Der Chor bildet gerade nicht eine Einheit, wie theoretisch von Schiller avisiert, sondern ist in die Anhängerschaft der verfeindeten Brüder aufgeteilt und greift teilweise aktiv, durch Reden oder bewusstes Schweigen in das Geschehen ein. Dadurch unterscheidet er sich von seinem antiken Vorbild. Und Brentano hat „gezeigt, dass es möglich ist, den Absichten des Dichters nicht nur nachzuspüren, sondern ihrer Umsetzung auch höchste Anerkennung zu zollen“ (Oellers, S. 291).

## Handlung

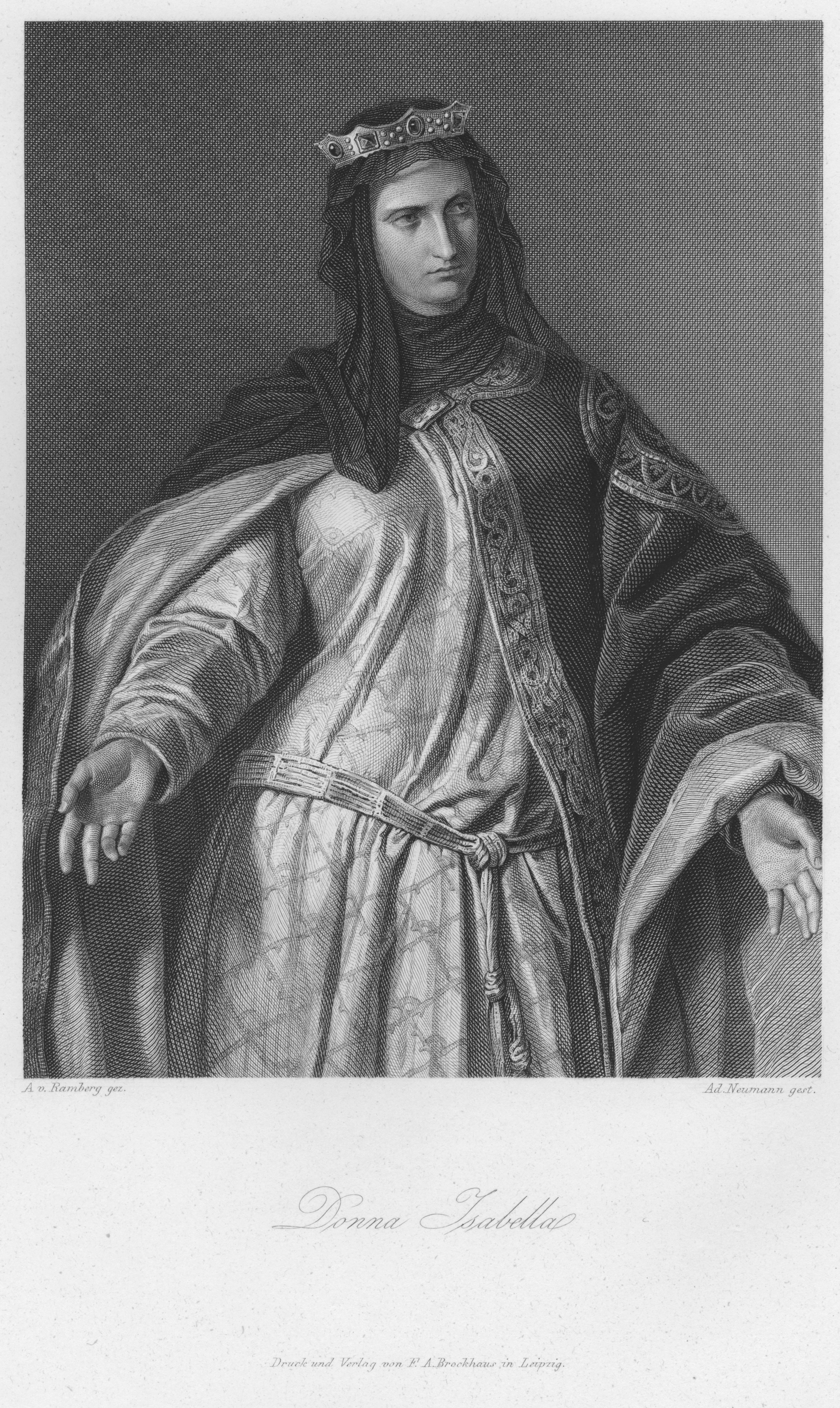
Donna Isabella
Schiller-Galerie, Ad. Neuman nach Ramberg

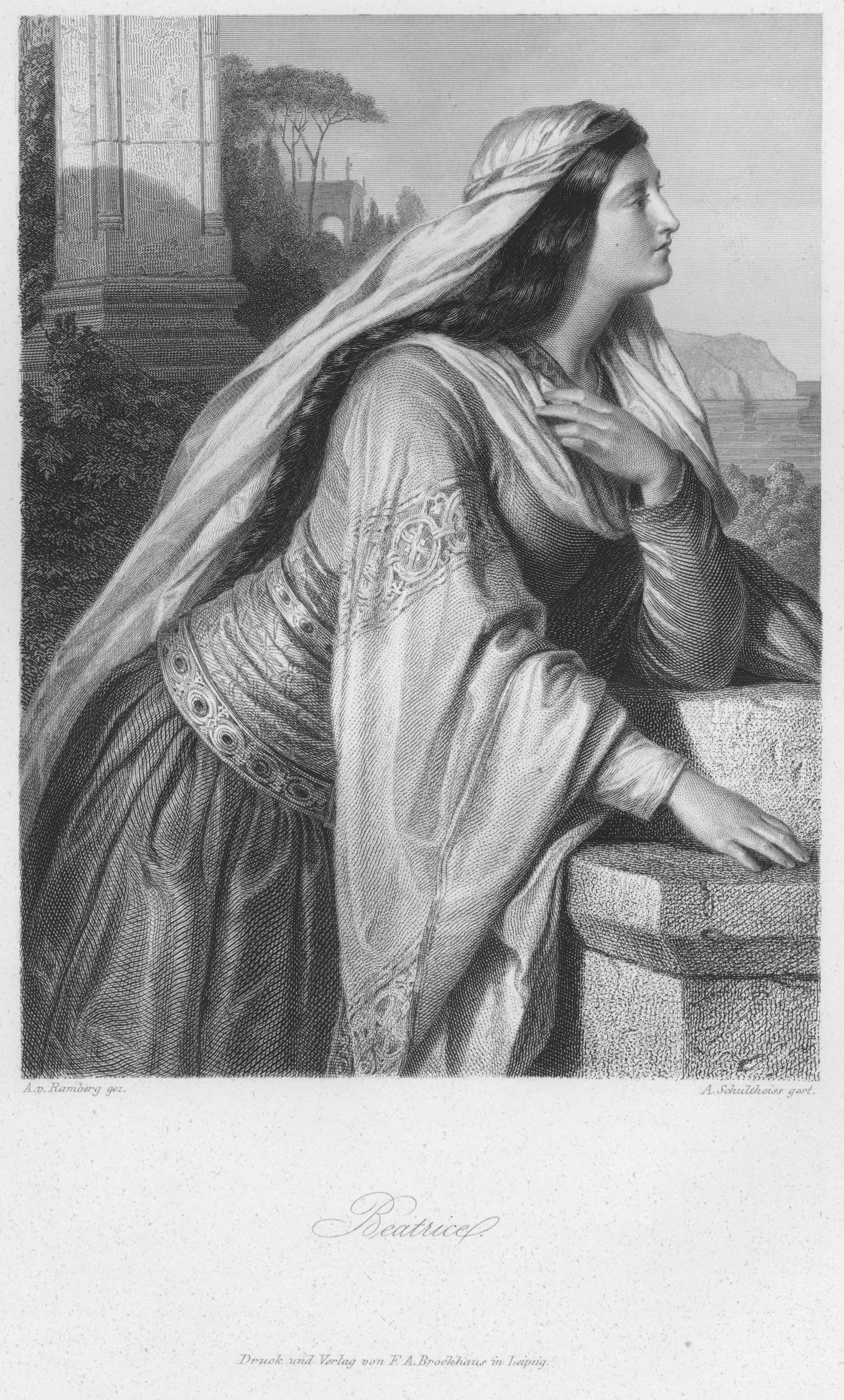
Beatrice aus der Schiller-Galerie
Stahlstich um 1859 von Schultheiss nach Ramberg

Das Stück beginnt im Palast von Messina, Wohnsitz der kürzlich verwitweten Fürstin Isabella und ihrer beiden Söhne, Don Manuel und Don Cesar. Diese haben sich nach langem Streit wieder versöhnt. Isabella offenbart den beiden, dass sie eine Schwester haben, die verborgen in einem Kloster herangewachsen ist, die sie nun aber in den Palast holen wolle.
Als Isabella mit dem Mädchen schwanger war, hatte ihr Gemahl einen Traum, welchen ein sternkundiger Araber so deutete, dass die zukünftige Tochter den Untergang des gesamten Geschlechts bewirken werde. Isabella selbst hatte einen anderen Traum, den sie von einem christlichen Mönch deuten ließ. Dieser versicherte ihr, dass die Tochter dereinst ihre streitenden Brüder in Liebe vereinen werde. Der Fürst befahl, das Kind nach der Geburt zu töten, aber Isabella, die der christlichen Traumdeutung mehr Wert beimaß, hielt das Kind in einem Kloster verborgen. 
Sowohl Don Manuel als auch Don Cesar waren jedoch ihrer Schwester Beatrice bereits begegnet. Beide haben sich in sie verliebt, ohne ihre Identität zu kennen oder von der Liebe des anderen zu wissen. Don Cesar findet seinen Bruder in inniger Umarmung mit Beatrice und ersticht ihn aus Eifersucht.
Als Königin Isabella nach dem Mord an Don Manuel die Herkunft Beatrices enthüllt, beschließt Don Cesar, sein Verbrechen durch Selbstmord zu sühnen – weder seine Mutter, noch seine Schwester, noch der Chor können ihn von dieser Tat abbringen.

## Ausgabe
- Friedrich Schiller: Die Braut von Messina oder Die feindlichen Brüder. Ein Trauerspiel mit Chören, Reclam-Verlag, Stuttgart 1997. - Vertonung vom Haydn-Schüler Neukomm.

## Vertonung
Robert Schumann hat 1850/51 eine Ouvertüre für Orchester zu diesem Drama komponiert.